# GAZ-24
El GAZ-24 "Volga" (ГАЗ-24 «Во́лга») fou un automòbil produït pel fabricant d'automòbils russo-soviètic GAZ entre els anys 1967 i 1986. Tot i que estrenat l'any 1967, era el reemplaçament efectiu del GAZ-21, que es deixà de produir l'any 1970. El model també es produí i comercialitzà a Bèlgica amb el nom de Scaldia-Volga M24 i es comercialitzà a l'Europa de l'Est amb el nom de M24D.
Els treballs per al reemplaçament del GAZ-21 van començar l'any 1961, sent presentat a finals de la mateixa dècada. El GAZ-24 equipava un motor de quatre cilindres en línia i 2.445 centímetres cúbics. Va existir-hi un prototip 4WD anomenat GAZ-24-95 que consistia en un GAZ-24 muntat sobre el xassis del GAZ-69; tot i que mai es produí en cadena, un dels exemplars fou utilitzat personalment pel Secretari General del PCUS Leonid Bréjnev.
Existiren nombroses variants d'aquest model: familiar (GAZ-24-02), amb motor V8 exclusiu per a les forces d'ordre (GAZ-24-24) i l'econòmic i modernitzat GAZ-24-10; així com el RAF-2203 a l'àmbit tècnic. El GAZ-24 fou subsituït l'any 1981 amb el llançament del millorat GAZ-3102, no obstant això, les diferent versions derivades de la plataforma del GAZ-24 es van mantindre en producció fins a l'any 2009.